# 貝里克 (賓夕法尼亞州)

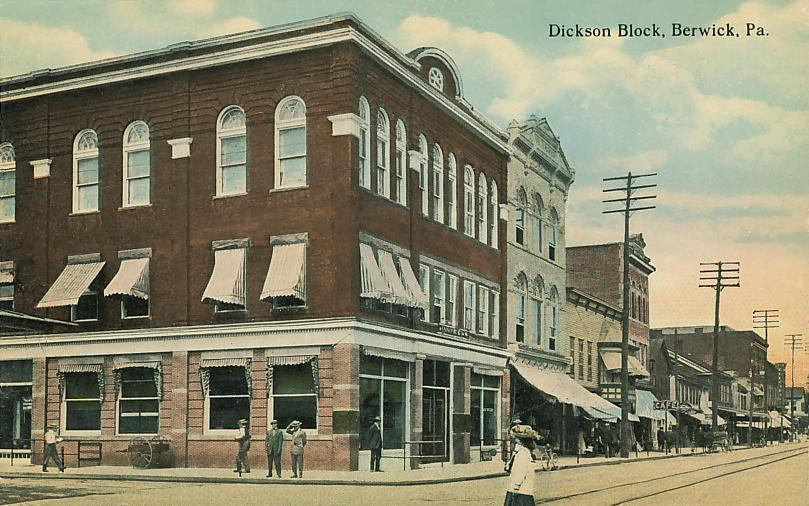
貝里克

貝里克（Berwick）位於美國賓夕法尼亞州哥倫比亞縣，2020年有人口10,355人。貝里克於1786年建立，座落於薩斯奎哈納河的北岸。